# Apogonichthyoides sialis
Apogonichthyoides sialis är en fiskart som först beskrevs av Jordan och Thompson, 1914.  Apogonichthyoides sialis ingår i släktet Apogonichthyoides och familjen Apogonidae. Inga underarter finns listade i Catalogue of Life.